# Campeonato Europeo Sub-16 de la UEFA 1998
El Campeonato Europeo Sub-16 de la UEFA 1998 se llevó a cabo en Escocia del 26 de abril al 8 de mayo y contó con la participación de 16 selecciones infantiles de Europa provenientes de una fase eliminatoria.
Irlanda venció en la final a Italia para ganar su primer título continental de la categoría.

## Participantes
| - Croacia - Dinamarca - Finlandia - Grecia | - Islandia - Israel - Italia - Liechtenstein | - Noruega - Portugal - Irlanda - Rusia | - Escocia - España - Suecia - Ucrania |

## Fase de grupos

### Grupo A
| País      | J | G | E | P | GF | GC | GD | Pts |
| --------- | - | - | - | - | -- | -- | -- | --- |
| Grecia    | 3 | 2 | 1 | 0 | 4  | 0  | +4 | 7   |
| Dinamarca | 3 | 1 | 2 | 0 | 2  | 1  | +1 | 5   |
| Suecia    | 3 | 0 | 2 | 1 | 2  | 4  | -2 | 2   |
| Islandia  | 3 | 0 | 1 | 2 | 1  | 4  | -3 | 1   |

| Equipo 1  | Resultado | Equipo 2  |
| --------- | --------- | --------- |
| Dinamarca | 1-1       | Suecia    |
| Grecia    | 2-0       | Islandia  |
| Dinamarca | 0-0       | Grecia    |
| Suecia    | 1-1       | Islandia  |
| Islandia  | 0-1       | Dinamarca |
| Suecia    | 0-2       | Grecia    |

### Grupo B
| País          | J | G | E | P | GF | GC | GD | Pts |
| ------------- | - | - | - | - | -- | -- | -- | --- |
| Italia        | 3 | 2 | 1 | 0 | 7  | 2  | +5 | 7   |
| Portugal      | 3 | 2 | 1 | 0 | 4  | 2  | +2 | 7   |
| Noruega       | 3 | 1 | 0 | 2 | 7  | 6  | +1 | 3   |
| Liechtenstein | 3 | 0 | 0 | 3 | 0  | 8  | -8 | 0   |

| Equipo 1      | Resultado | Equipo 2      |
| ------------- | --------- | ------------- |
| Liechtenstein | 0-5       | Noruega       |
| Portugal      | 1-1       | Italia        |
| Liechtenstein | 0-1       | Portugal      |
| Noruega       | 1-4       | Italia        |
| Italia        | 2-0       | Liechtenstein |
| Noruega       | 1-2       | Portugal      |

### Grupo C
| País      | J | G | E | P | GF | GC | GD | Pts |
| --------- | - | - | - | - | -- | -- | -- | --- |
| Irlanda   | 3 | 2 | 1 | 0 | 3  | 0  | +3 | 7   |
| España    | 3 | 1 | 1 | 1 | 2  | 2  | 0  | 4   |
| Finlandia | 3 | 1 | 0 | 2 | 2  | 3  | -1 | 3   |
| Escocia   | 3 | 0 | 2 | 1 | 1  | 3  | -2 | 2   |

| Equipo 1  | Resultado | Equipo 2  |
| --------- | --------- | --------- |
| Escocia   | 0-0       | Irlanda   |
| Finlandia | 0-1       | España    |
| Irlanda   | 2-0       | Finlandia |
| España    | 1-1       | Escocia   |
| Escocia   | 0-2       | Finlandia |
| Irlanda   | 1-0       | España    |

### Grupo D
| País    | J | G | E | P | GF | GC | GD | Pts |
| ------- | - | - | - | - | -- | -- | -- | --- |
| Israel  | 3 | 1 | 2 | 0 | 4  | 2  | +2 | 5   |
| Croacia | 3 | 1 | 1 | 1 | 2  | 2  | 0  | 4   |
| Ucrania | 3 | 1 | 1 | 1 | 3  | 4  | -1 | 4   |
| Rusia   | 3 | 0 | 2 | 1 | 2  | 3  | -1 | 2   |

| Equipo 1 | Resultado | Equipo 2 |
| -------- | --------- | -------- |
| Croacia  | 2-0       | Ucrania  |
| Rusia    | 1-1       | Israel   |
| Israel   | 1-1       | Ucrania  |
| Rusia    | 0-0       | Croacia  |
| Ucrania  | 2-1       | Rusia    |
| Croacia  | 0-2       | Israel   |

## Fase final
|  | Cuartos de final | Cuartos de final |          |         | Semifinales | Semifinales |  |        | Final     | Final     |  |
|  | 3 de mayo        | 3 de mayo        |          |         | 5 de mayo   | 5 de mayo   |  |        | 8 de mayo | 8 de mayo |  |
|  |                  |                  |          |         |             |             |  |        |           |           |  |
|  |                  |                  |          |         |             |             |  |        |           |           |  |
|  | Grecia           | 1                |          |         |             |             |  |        |           |           |  |
|  | Grecia           | 1                |          |         |             |             |  |        |           |           |  |
|  | España           | 2                |          |         |             |             |  |        |           |           |  |
|  | España           | 2                |          | España  | 1           |             |  |        |           |           |  |
|  |                  |                  |          | España  | 1           |             |  |        |           |           |  |
|  |                  |                  | Italia   | 2       |             |             |  |        |           |           |  |
|  | Croacia          | 1                | Italia   | 2       |             |             |  |        |           |           |  |
|  | Croacia          | 1                |          |         |             |             |  |        |           |           |  |
|  | Italia           | 2                |          |         |             |             |  |        |           |           |  |
|  | Italia           | 2                |          |         |             |             |  | Italia | 1         |           |  |
|  |                  |                  |          |         |             |             |  | Italia | 1         |           |  |
|  |                  |                  | Irlanda  | 2       |             |             |  |        |           |           |  |
|  | Irlanda          | 2                | Irlanda  | 2       |             |             |  |        |           |           |  |
|  | Irlanda          | 2                |          |         |             |             |  |        |           |           |  |
|  | Dinamarca        | 0                |          |         |             |             |  |        |           |           |  |
|  | Dinamarca        | 0                |          | Irlanda | 2           |             |  |        |           |           |  |
|  |                  |                  |          | Irlanda | 2           |             |  |        |           |           |  |
|  |                  |                  | Portugal | 0       |             |             |  |        |           |           |  |
|  | Portugal         | 4                | Portugal | 0       |             |             |  |        |           |           |  |
|  | Portugal         | 4                |          |         |             |             |  |        |           |           |  |
|  | Israel           | 1                |          |         |             |             |  |        |           |           |  |
|  | Israel           | 1                |          |         |             |             |  |        |           |           |  |
|  |                  |                  |          |         |             |             |  |        |           |           |  |

### Tercer lugar
| Equipo 1 | Resultado | Equipo 2 |
| -------- | --------- | -------- |
| Portugal | 1-2       | España   |

## Campeón
| Eurocopa Sub-16 1998 |
| -------------------- |
| Bandera de Irlanda   |
| Irlanda 1º Título    |